# The Dead 2
The Dead 2 (Originaltitel The Dead 2: India) britischer Zombiefilm aus dem Jahr 2013, der von Howard J. Ford und Jonathan Ford geschrieben und inszeniert wurde. Der Film ist die Fortsetzung von The Dead aus dem Jahr 2010.

## Handlung
Der Film beginnt mit einem infizierten Arbeiter, der auf einem Frachtschiff nach Indien gelangt. Der Virus verbreitet sich schnell unter der Bevölkerung von Rajasthan, wo der amerikanische Ingenieur Nicholas Burton an einem Windparkprojekt arbeitet. Burton ist sich der sich entwickelnden Krise zunächst nicht bewusst, konzentriert sich jedoch auf seine Pläne, zu seiner schwangeren Freundin Ishani Sharma nach Mumbai zu reisen. Ishani lebt bei ihren konservativen Eltern, die ihre Beziehung zu Nicholas missbilligen. Als sich die Zombie-Epidemie ausbreitet, beginnt Mumbai im Chaos zu versinken. Nicholas erfährt von der Gefahr und versucht, Ishani telefonisch zu beruhigen, während er sich selbst auf den Weg macht, um sie zu retten.
Auf seinem Weg trifft Nicholas auf den Waisenjungen Javed, der ihm hilft, sich durch die gefährlichen Straßen zu kämpfen. Javed beweist sich als wertvoller Verbündeter, während das ungleiche Duo die zunehmende Anzahl von Zombies zu überleben versucht. Sie nutzen verschiedene Fahrzeuge und reisen zu Fuß durch Wüsten, Dörfer und befallene Städte.
Unterdessen verschanzt sich Ishani mit ihren Eltern in ihrem Haus, doch die Situation eskaliert, als Zombies die Familie angreifen. Ishani überlebt den Angriff, während ihre Eltern getötet werden. Sie flieht auf das Dach des Hauses und wartet auf Nicholas’ Ankunft.
Nicholas und Javed stehen zahlreichen Herausforderungen gegenüber, darunter knapper Treibstoff, gefährliche Begegnungen mit Zombies und die raue Umgebung. In einer tragischen Wendung wird Javed gebissen und opfert sich letztlich, um Nicholas die Flucht zu ermöglichen.
Am Ende erreicht Nicholas das Haus von Ishani. Die beiden Liebenden sind kurz wieder vereint, doch Nicholas wird von den Zombies verletzt. In seinen letzten Momenten gibt er Ishani Hoffnung, bevor er stirbt. Ishani bleibt allein zurück, schwanger und in einer ungewissen Welt.

## Produktion
Die Dreharbeiten fanden in Rajasthan und Mumbai statt. Bei der Produktion traten einige Probleme auf. Die meisten Statisten, die die Zombies spielten, sprachen kein Englisch, sodass die Filmemacher auf Übersetzer zurückgreifen mussten, um den Statisten Dinge zu erklären.

## Kritik
Die Kritiken für den Film waren gemischt. Auf Rotten Tomatoes hat der Film zwei positive und zwei negative Kritiken. Auf IMDb erhielt er 5,1 von 10 möglichen Punkten.